# Neuhof, Hildesheim
Neuhof (Landkreis Hildesheim) este o comună din landul Saxonia Inferioară, Germania.
1. ↑  GeoNames